# Bar Reinols
El Bar Reinols es un bar ficticio ubicado en el barrio madrileño Esperanza Sur, que aparece en el "sitcom" o serie de comedia española Aída.
El primer dueño del bar fue Genaro Colmenero y luego se lo legó a Mauricio Colmenero, su primogénito.
El bar es característico por su serrín y música de tragaperras.
Los trabajadores son: Mauricio Colmenero, Osvaldo Wenceslao [Machu Pichu] , Néstor [Aconcagua] , Soraya García y Junca, la cocinera.
El nombre se debe al actor Burt Reynolds.
El bar fue abierto cuando Mauricio tenía un año.
En el Bar Reinols ocurrió de todo, desde atracos hasta rodajes de películas.
En 2014, el grupo musical "Tortellinis" actuó en dicho bar, estrenando su última canción "Una rata vieja".